# Capricornis swinhoei
El serau de Formosa (Capricornis swinhoei) pertenece al género Capricornis (aunque otros autores lo incluyen dentro del género Naemorhaedus, junto con las tres especies de gorales y las otras dos de seraus), y es el único bóvido endémico de Taiwán.